# Санжійський маяк

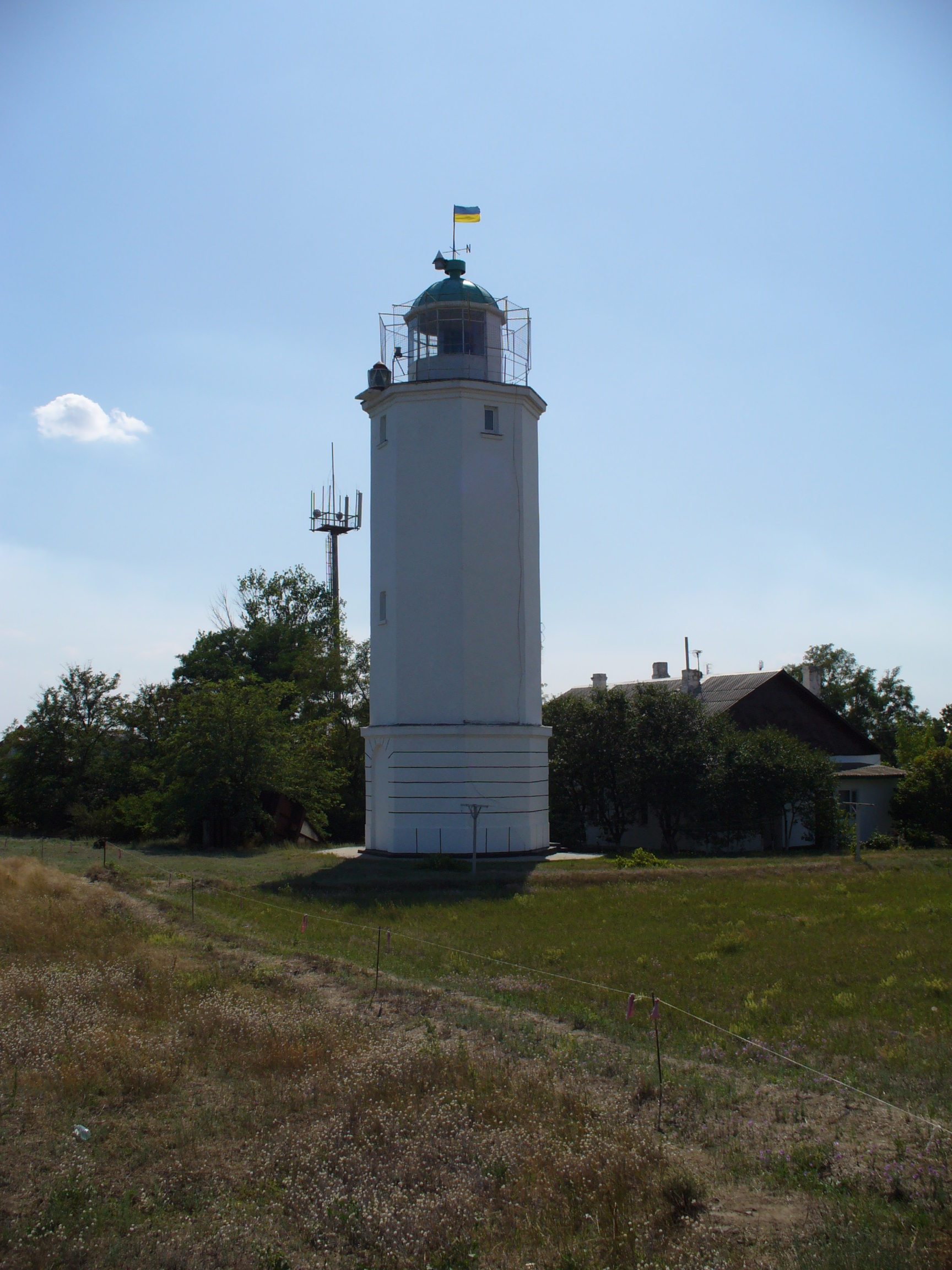
border
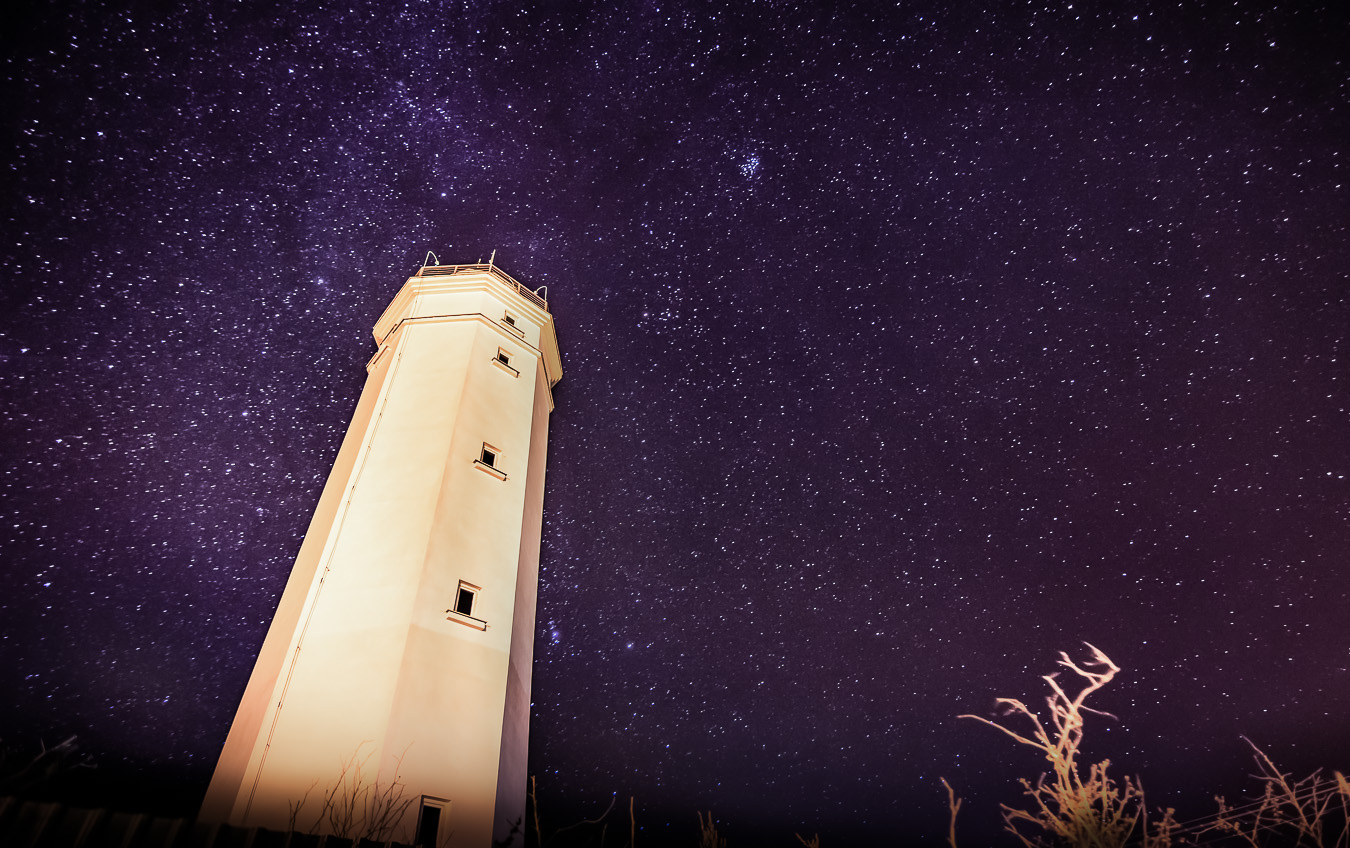
border
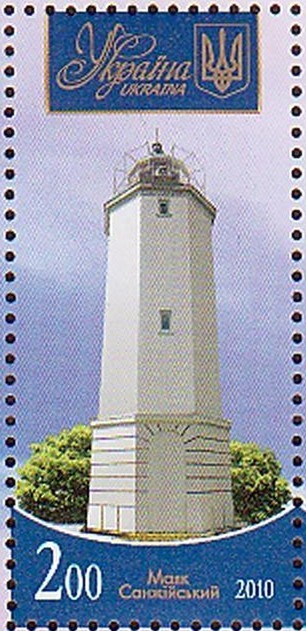
border
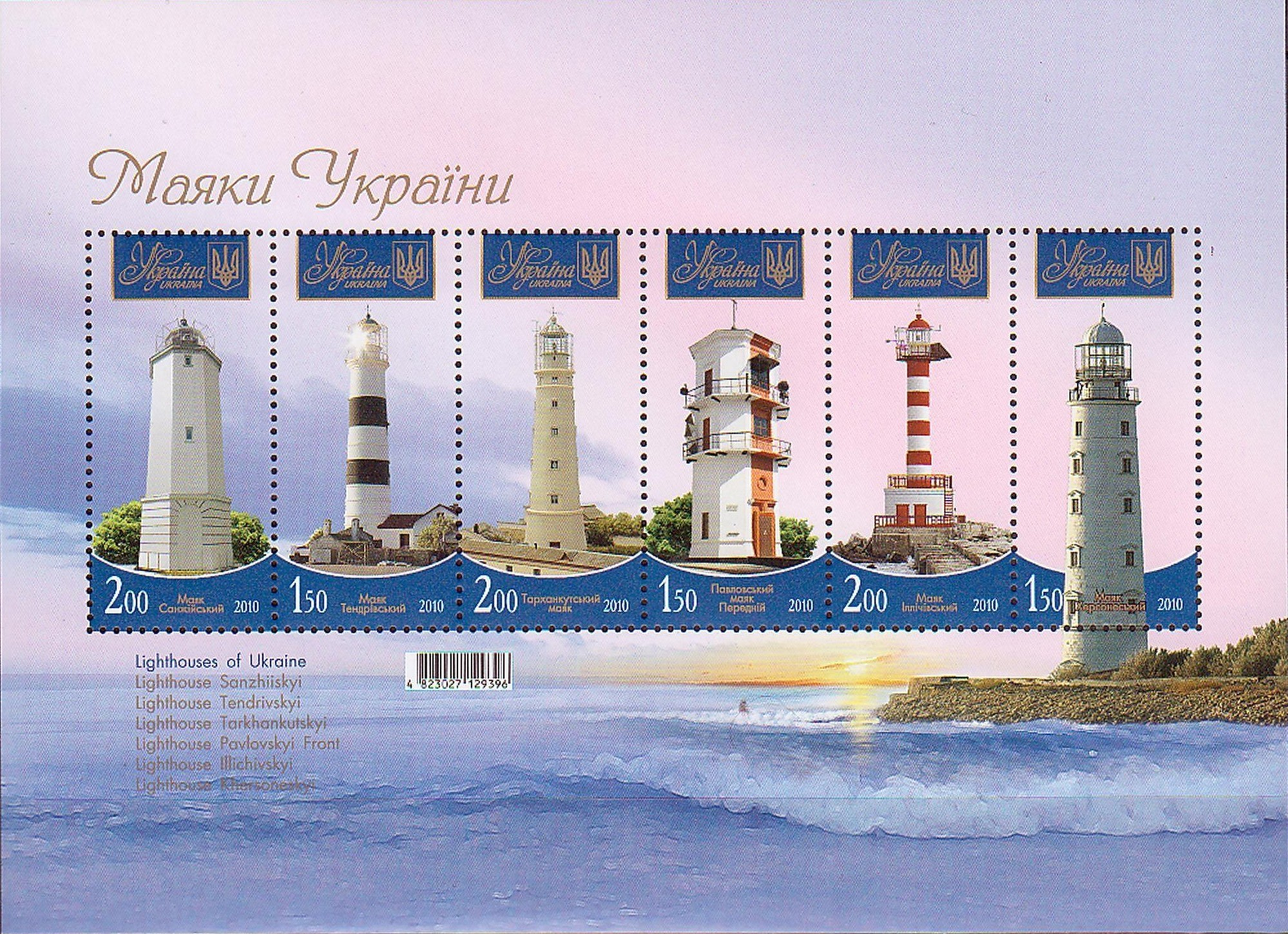
border

Санжійський маяк (іноді називають Маяк, що тікає) — маяк на березі Чорного моря в Одеській області України. У цьому районі Чорного моря зустрічаються дві підводні морські течії, що йдуть з Босфору і Керченської протоки. Це явище є великою небезпекою для суден. У 1792—1793 роках було вирішено встановити в цьому місці сторожову вежу, в якій розташовувався гарнізон. Для попередження кораблів про небезпеку на вежі спочатку вивішували морські прапори. 1921 року було зведено капітальну будівлю маяка. Сучасну будівлю маяка було споруджено в 1956 році. Але, оскільки в результаті зсувів берега море підходило до башти маяка на 1 м в рік, у 2010 році його перенесли на 80 м далі від берега.
А найперший маяк в цьому регіоні — легендарна «Вежа Неоптолема», названа на честь понтійського полководця. За даними античних географів, вежа стояла в гирлі Тираса. Письмові джерела востаннє згадують цю вежу на початку нашої ери, потім про вежу більше ніхто не чув. Найімовірніше, вона була зруйнована і зараз знаходиться на шельфі Чорного моря.
Зараз висота башти від основи складає 28 м, висота вогню від рівня моря — 41 м, а видно вогонь з маяка на 17 миль.